# Phrynobatrachus dalcqi
Phrynobatrachus dalcqi är en groddjursart som beskrevs av Laurent 1952. Phrynobatrachus dalcqi ingår i släktet Phrynobatrachus och familjen Phrynobatrachidae. IUCN kategoriserar arten globalt som otillräckligt studerad. Inga underarter finns listade i Catalogue of Life.